# کنراد سوم

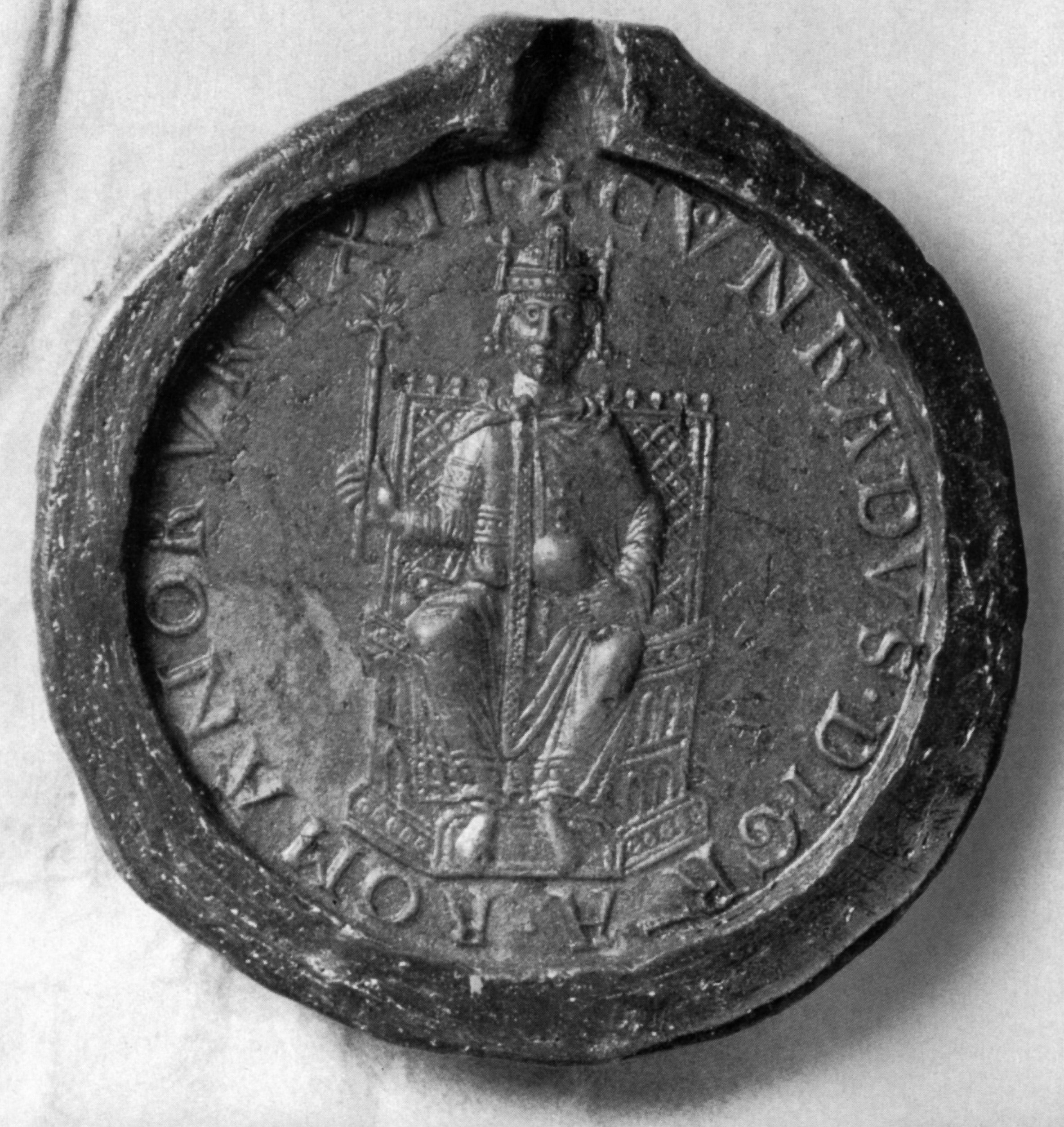
مُهر کنراد سوم

کنراد سوم(به آلمانی: Konrad III) (زادهٔ ۱۰۹۳- مرگ ۱۵ فوریه ۱۱۵۲) نخستین پادشاه آلمان از دودمان اشتاوفر بود. او پسر فردریش یکم دوک سواب بود و مادرش اگنس دختر هاینریش چهارم.

## زندگی‌نامه
کنراد زادهٔ شهر بامبرگ بود. در زمان هاینریش پنجم او دوک فرانکونی بود. با مرگ هاینریش او کوشید تا به پادشاهی برسد، ولی در رقابت با لوتار سوم کاری از پیش نبرد؛ ولی با مرگ لوتار در ۱۱۳۸ او در کوبلنتس به پادشاهی برگزیده شد.
کنراد سوم در یک لشکرکشی ناکام به آناتولی شرکت داشت، ولی از سلجوقیان در نبرد دوریله شکست خورد و در بازگشت به آلمان درگذشت.